# Kataplana arcuata
Kataplana arcuata är en plattmaskart som beskrevs av Sopott-Ehlers 1976. Kataplana arcuata ingår i släktet Kataplana och familjen Otoplanidae. Inga underarter finns listade i Catalogue of Life.